# Table des caractères Unicode/U1B80
Cette page contient des caractères spéciaux ou non latins. S’ils s’affichent mal (▯, ?, etc.), consultez la page d’aide Unicode.
Table des caractères Unicode U+1B80 à U+1BBF.

## Soundanais(Unicode 5.1)
Utilisés pour l’écriture brahmique avec l’abugida soundanais.
Le caractère U+1BAB est un signe de contrôle de format, qui à la fois modifie phonétiquement la consonne de base précédente pour en supprimer la voyelle a implicite, et modifie graphiquement la lettre suivante pour lui faire prendre une forme conjointe.

### Table des caractères
| en fr  | 0 | 1 | 2 | 3 | 4 | 5 | 6 | 7 | 8 | 9 | A | B | C | D | E | F |
| ------ | - | - | - | - | - | - | - | - | - | - | - | - | - | - | - | - |
| U+1B80 | ᮊᮀ | ᮊᮁ | ᮊᮂ | ᮃ | ᮄ | ᮅ | ᮆ | ᮇ | ᮈ | ᮉ | ᮊ | ᮋ | ᮌ | ᮍ | ᮎ | ᮏ |
| U+1B90 | ᮐ | ᮑ | ᮒ | ᮓ | ᮔ | ᮕ | ᮖ | ᮗ | ᮘ | ᮙ | ᮚ | ᮛ | ᮜ | ᮝ | ᮞ | ᮟ |
| U+1BA0 | ᮠ | ᮊᮡ | ᮊᮢ | ᮊᮣ | ᮊᮤ | ᮊᮥ | ᮊᮦ | ᮊᮧ | ᮊᮨ | ᮊᮩ | ᮊ᮪ | ◌᮫ | ᮊᮬ | ᮊᮭ | ᮮ | ᮯ |
| U+1BB0 | ᮰ | ᮱ | ᮲ | ᮳ | ᮴ | ᮵ | ᮶ | ᮷ | ᮸ | ᮹ | ᮺ | ᮻ | ᮼ | ᮽ | ᮾ | ᮿ |